# Anne Bonnet
Anne Bonnet, eigentlich Anne Thonet (* 16. Mai 1908 in Brüssel, Belgien; † 14. November 1960 ebenda), war eine belgische Malerin. Sie war eine wichtige Vertreterin der Abstrakten Malerei der 1950er Jahre mit internationaler Anerkennung.

## Biographie
Anne Bonnet wurde als Anne Thonet geboren und mit 17 Jahren zum Waisen. Sie studierte von 1924 bis 1926 Kunst an der Académie de Bruxelles. Sie setzte ihre Studien nach ihrer Heirat von 1936 bis 1938 an der Académie de Saint-Josse-ten-Noode (Brüssel) fort. Dort lernte sie die Künstler Gaston Bertrand und Louis Van Lint kennen, mit denen sie ihr Leben lang zusammenarbeiten sollte.
Im Jahr 1945 war Anne Thonet Mitbegründerin, zusammen mit Gaston Bertrand, Jan Cox, Louis Van Lint, Marc Mendelson, James Ensor und anderen der Stiftung „La Jeune Peinture Belge“ (oder: „Jonge Belgische Schilderkunst“), die die Aufgabe hatte, jungen belgischen Künstlern die Teilnahme an wichtigen Ausstellungen im In- und Ausland zu ermöglichen. So wurden Ausstellungen (unter anderem) in: Amsterdam, Bordeaux, Brüssel, Stockholm, und Zürich organisiert.
Im Jahr 1952 begründete sie mit anderen die Künstlergruppe Espace, eine Vereinigung der Abstrakten Künstler Belgiens. Anne Thonet war im Jahr 1959 Teilnehmerin der documenta II in Kassel.